# Sefwi Wiawso Municipal District
Koordinaten: 6° 21′ N, 2° 32′ W
Der Sefwi-Wiawso District ist ein er von neun Distrikten der Western North Region des Staates Ghana. Er liegt im östlichen Teil der Region und grenzt an die Nachbarregion Ahafo. Benannt ist er nach der Hauptstadt des Distriktes und der Ethnie der Sefwi.

## Wirtschaft, Umwelt und Infrastruktur
Der Distrikt liegt in der Zone des tropischen Regenwaldes und ist einer der waldreichsten Ghanas, größter Fluss ist der Tano. Die Nationalstraße 12 führt auf der Strecke von Elubo nach Sunyani durch den nördlichen Teil des Distriktes. Sefwi-Wiawso ist überwiegend landwirtschaftlich ausgerichtet, Kakao, Mais, Kassava, Kochbananen, Yams und Palmöl werden produziert. Kakao ist das wichtigste exportorientierte Produkt des Distriktes. Gold wird in Flüssen und Bächen gefunden, die Chirano Goldmine dehnt sich bis in den Osten des Distrikts.
Sämtliche größeren Orte des Distriktes sind an das Stromnetz angeschlossen, 75 % der Einwohner verfügen über Zugang zur Trinkwasserversorgung. Die Distrikthauptstadt ist über Fernstraßen gut mit Kumasi (Hauptstadt der Ashanti Region) und Sekondi-Takoradi, der Hauptstadt der Western Region, verbunden.

## Die Juden von Sefwi-Wiawso
Als religiöse Besonderheit existiert in der Hauptstadt Sefwi-Wiawso (oder kurz Wiawso) eine jüdische Gemeinde. Die Gemeinde entstand durch die Vision eines ethnischen Sefwi in den 1970er Jahren, nach der die Sefwi – wie gewisse Ähnlichkeiten in der Tradition (z. B. die Meidung von Schweinefleisch oder der Samstag als Ruhetag) zeigten – einer der verlorenen Stämme Israels seien. Heute existiert hier eine Synagoge und eine jüdische Gemeinde von einigen hundert Menschen, die inzwischen auch über Kontakte zu anderen jüdischen Gemeinden in den USA verfügt.